# Rutulische Sprache
Das Rutulische (Eigenbezeichnung: məχanid tʃ’al) gehört zur lesgischen Gruppe der (nordostkaukasischen) nachisch-dagestanischen Sprachen.
Es wird von etwa 36.400 (Stand: 2010) Rutulen, davon 30.400 in Russland und dort vor allem in der autonomen Republik Dagestan aber auch in Aserbaidschan von rund 6.000 Rutulen (Stand: 2015) in den Bezirken Qax und Shaki gesprochen.
Seit 1990 wird das Rutulische mit dem kyrillischen Alphabet geschrieben.
Als Schriftsprachen dienen den Sprechern des Rutulischen daneben Lesgisch, Aserbaidschanisch und Russisch.

## Sprachliche Charakteristika
Das Rutulische besitzt pharyngalisierte Vokale.
Es verfügt über 4 Nominalklassen und ist eine Ergativsprache.

## Sprachliche Situation

Rutulisch (Nr. 12) im Umfeld der Nordostkaukasischen Sprachfamilie

Die rutulische Sprache ist vom Aussterben bedroht, da sie unter starkem Assimilierungsdruck von Seiten des Aserbaidschanischen steht.